# 庚戌の変
庚戌の変（こうじゅつのへん）は、明の嘉靖29年（1550年）、モンゴルのアルタン・ハーンの軍勢が北京を包囲した事件。
モンゴルでは15世紀末から16世紀初頭にかけて、クビライの子孫を称するダヤン・ハーンの手で再統一が成し遂げられた。オルドスに封じられたその孫アルタン・ハーンは、16世紀前半、頻繁に明に侵入して略奪を行うようになり、朝貢や互市の要求も激しくなった。
嘉靖29年（1550年）には長城を越えて直隷に侵入し、3昼夜に渡って北京を包囲、朝貢と互市を要求した。この事件を庚戌の変と呼ぶ。この際は、明朝に脅威を与えただけで包囲を解いて立ち去ったが、翌1551年に再び交易を求めた。この要求を受けて大同で馬市が設けられ、モンゴルが提供した馬と絹織物とが交換された。しかし、まもなく明朝との関係が悪化して馬市が閉鎖されたため、両勢力の抗争は激化することになった。
こうしたアルタン・ハーンの活動は明にとって大きな脅威であり、長城の強化事業が行われた。